# Jack Geddes
Jack Geddes, född 1916, var en engelsk-amerikansk kompositör även verksam i Sverige under 1940-1950-talen.

## Filmmusik i urval
- 1942 – Olycksfågeln nr 13
- 1942 – Tre skojiga skojare
- 1943 – Professor Poppes prilliga prillerier
- 1952 – Snurren direkt
- 1952 – Åke klarar biffen